# ベレナイジ・ディタヴトゥ
ベレナイジ・ディタヴトゥ（Verenaisi Ditavutu、1999年9月7日 - ）は、フィジーの女子ラグビー選手。

## プロフィール
- フィジー出身[1]。
- 身長 173cm、体重 76kg
- ポジションはフッカー(HO)。

## 略歴
2024年、パリ五輪の7人制女子フィジー代表に選ばれた。